# 塞克里亞鄉
45°17′N 25°41′E / 45.283°N 25.683°E
塞克里亞鄉（羅馬尼亞語：Secăria, Prahova），是羅馬尼亞的鄉份，位於該國中南部，由普拉霍瓦縣負責管轄，面積46平方公里，海拔高度926米，2007年人口1,310，人口密度每平方公里28人。